# Na-Ga
Na-Ga ist das Pseudonym eines japanischen Künstlers, der für den Spieleentwickler Key arbeitet und für die Illustrationen der erfolgreichen japanischen Adventure Kanon, Air und Clannad bekannt geworden ist.

## Biografie
In den Anfängen seiner Karriere arbeitete Na-Ga von 1997 bis 1999 für das Unternehmen Pearlsoft R. Dort arbeitete er als hauptberuflicher Künstler an den Adventures Hakanai Omoi: Anemone und Sweet Days. Zu dem Entwicklerteam von Key stieß er erst nach der Produktion von Kanon hinzu und war an der Entwicklung der Computergrafiken von Air und Clannad beteiligt. Das erste Werk, in dem seine eigene Kreativität auch im Charakterdesign zum Ausdruck kam, war das Adventure Little Busters!. Bei diesem arbeitete er zusammen mit Itaru Hinoue das der Charakterdesign heraus. Im noch nicht veröffentlichten Spiel Rewrite wurde er nur als Computergrafiker aufgeführt. Dennoch fertigte er im späteren Verlauf zahlreiche Illustrationen, auch zu älteren Spielen an, an denen er ursprünglich nicht beteiligt war.
Zusammen mit Jun Maeda und den Machern des Dengeki G's Magazine von ASCII Media Works arbeitete er an dem Projekt Angel Beats!. In dem aus verschiedenen Medien bestehenden Projekt beteiligte er sich als alleiniger Charakterdesigner. Außerhalb des professionellen Umfeldes wirkte er im Dōjin Circle from-D mit.

## Rezeption
Ein von ihm signiertes T-Shirt, welches den von Na-Ga illustrierten Riki Naoe aus Little Busters! als Motiv trug, wurde auf der japanischen Auktionsseite von Yahoo! im März 2009 zur Versteigerung angeboten. Das niedrigste Gebot waren 500 Yen (etwa 4 Euro). Am Ende der Auktion brachte es das T-Shirt auf etwas mehr als 2 Millionen Yen (etwa 15.000 Euro). Das T-Shirt wurde ursprünglich zu Keys 10. Jubiläum vom 28. Februar bis 1. März 2009 auf der Key 10th Memorial Fes angeboten.